# Xenomusa metallica
Xenomusa metallica là một loài bướm đêm trong họ Geometridae.